# Климашаускас, Казимерас-Юозас Юргевич
Казимерас-Юозас Юргевич Климашаускас — советский хозяйственный и политический деятель, доктор технических наук.

## Биография
Родился в 1938 году в Дришкуняе. Член КПСС.
Окончил Вильнюсский государственный университет.
В 1960—1963 гг. — инженер Вильнюсского станкостроительного завода.
В 1963—1975 гг., а также в 1977—1986 — начальник конструкторского бюро, директор предприятия «Вента».
В 1975—1977 гг. — директор Литовского НИИ электрографии.
В 1986—1993 гг. — генеральный директор НПО «Вента».
В 1993—1996 гг. — министр промышленности и торговли Литвы.
В 1996—2005 гг. — заместитель председателя Литовского кооперативного союза.
Лауреат Государственных премий Литовской ССР (1971, 1986). Делегат XIX конференции КПСС.
Умер в 2005 году в Вильнюсе.

## Награды
- Орден Октябрьской Революции (1986)